# Portsmouth (Anglia)
Portsmouth (IPA: [ˈpɔːrtsməθ], kiejtéseⓘ) a délkelet-angliai régióban fekvő Hampshire megye második legnagyobb városa. A város az Egyesült Királyság egyetlen városa, mely teljes egészében szigetre épült (Portsea-sziget), habár a Brit-szigeten lévő elővárosok is tartoznak hozzá, és összterülete így 40,25 négyzetkilométer. A város 103 kilométerre fekszik Londontól délnyugati irányban, és 31 kilométerre délkeletre Southamptontól.
Portsmouth a Brit Királyi Haditengerészet otthona. A város nyugati felén található haditengerészeti kikötő a honi kikötője a haditengerészet Type 45-ös Daring osztályú rombolóinak és néhány Type 43-as Duke osztályú fregattnak, valamit ez lesz az otthona a 2017-től fokozatosan rendszerbe álló két Queen Elizabeth osztályú repülőgép hordozónak (HMS Queen Elizabeth és HMS Prince of Wales) is. A haditengerészeti kikötő déli részén kialakított múzeumban a Historic Dockyardban látogatható számos neves hadihajó, köztük a mindenkori Első Tengeri Lord zászlóshajójaként (Flagship of the First Sea Lord) világ legöregebb aktív hadihajója az HMS Victory ami már az 1805-ös trafalgari csatában is részt vett Lord Horatio Nelson zászlóshajójaként, valamint az HMS Warrior a világ első páncélos hadihajója. A város labdarúgócsapata a Portsmouth Football Club.

## Pompey
Pompey a város és a futballklub beceneve is egyben. A korabeli hajózási térképeken a kikötőbe vezető keskeny átjárót (Spice Island) nevezték Portsmouth Pointnak de a térképeken csak rövidítve szerepelt mint Pom. P.
Portsmouth ma az egyetlen olyan angol város, amelynek nagyobb a népsűrűsége mint a fővárosnak és egyben a legnagyobb városnak, Londonnak (Portsmouth népsűrűsége 4639 fő/km², míg Londoné 4562 fő/km²). A városi kerületek tartalmazzák Farehamet, Portchestert, Gosportot és Havantot is, így Portsmouth a 14. legnagyobb területű város az Egyesült Királyságban, becslések szerint a város lakossága megközelítőleg 500 ezer fő. A város agglomerációt alkot néhány környező várossal, például Bognor Regis és Salisbury városával is, mellyel így össznépességük meghaladja a másfél milliót, így az Egyesült Királyság nyolcadik legnépesebb települése.

## Testvérvárosai
- Duisburg, Németország
- Caen, Franciaország
- Haifa, Izrael
- Maszkat, Omán
- Maizuru, Japán
- Portsmouth, Virginia, USA
- Sydney, Ausztrália
- Lakewood, Colorado, USA
- Portsmouth, New Hampshire, USA
- Zha Lai Te Qi, Kína